# 4137 Crabtree
4137 Crabtree eller 1970 WC är en asteroid i huvudbältet som upptäcktes den 24 november 1970 av den tjeckiske astronomen Luboš Kohoutek vid Bergedorf-observatoriet. Den har fått sitt namn efter den engelske astronomen William Crabtree.
Asteroiden har en diameter på ungefär 6 kilometer.